# Трупиал Баллока
Трупиал Баллока (лат. Icterus bullockii) — вид воробьиных птиц из семейства трупиаловых (Icteridae). Одно время считался единым видом с балтиморским трупиалом, с которой образует гибридов. Назван в честь английского натуралиста-любителя Уильяма Буллока (ок. 1773 — 7 марта 1849).

## Описание
Для вида характерен половой диморфизм, самцы окрашены ярче самок, а также немного крупнее и тяжелее их. Взрослые особи весят от 29 до 43 г. У них острые клювы и хвосты. Окрас самцов оранжево-чёрный, самки серо-коричнево-желтые с оливковой короной.

## Биология

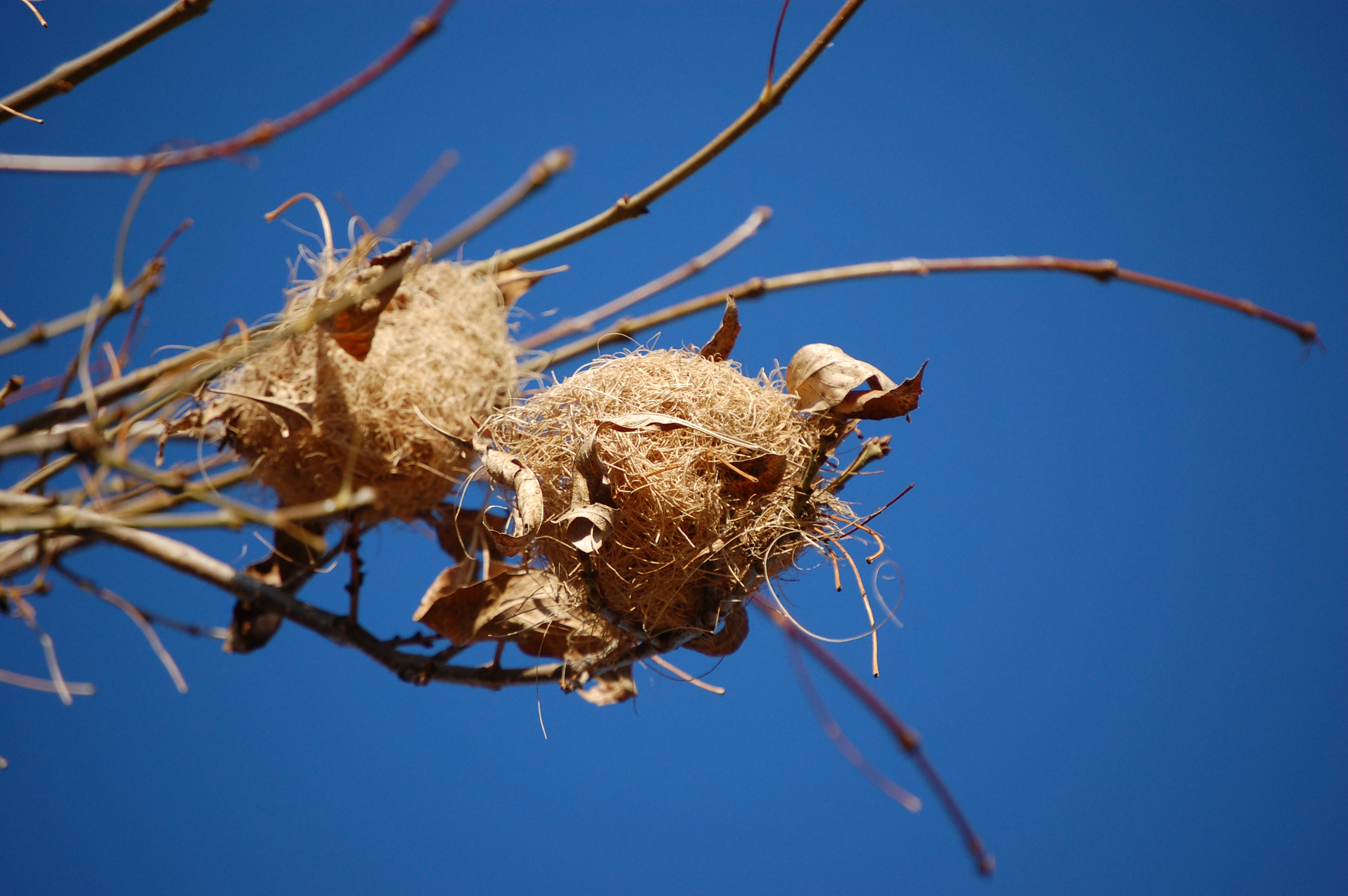
Гнёзда Icterus bullockii, Сан-Хосе (Калифорния)

Питаются в основном насекомыми, ягодами и нектаром. Иногда едят и другие фрукты, например, апельсины и виноград. Птицы моногамны в пределах сезона, самец и самка вместе защищают гнездо и выращивают потомство.

## Распространение
Обитают в западной части Северной Америки, ареал простирается в северном направлении вплоть до Британской Колумбии. Зимуют в Мексике и в северной части Центральной Америки.

## Охранный статус
МСОП присвоил таксону охранный статус «Виды, вызывающие наименьшие опасения» (LC).